# 广东华南虎足球俱乐部
广东华南虎足球俱乐部是中国梅州市梅县区的一所已解散的足球俱乐部，解散前参加中国足球甲级联赛。
2003年，东莞南城地产足球俱乐部成立。2012年12月，东莞南城队正式迁到梅州市梅县区，更名梅县客家足球俱乐部成为梅州首家职业俱乐部。2019年年初，球队更名为广东华南虎。

## 俱乐部历史

### 南城时期（2003-2012年）
2003年7月3日，由东莞市南城区政府牵头协调区内10家最具实力的地产发展商合股出资成立东莞南城地产足球发展有限公司，通过重新整合原广东宏远队组建的东莞南城地产足球俱乐部正式成立。球员主要由原广东宏远足球俱乐部三四线队队员组成。同时也是中国第一个由政府牵头组建的地产足球俱乐部。
2004年．参加了2003-2004年的香港联赛的东莞南城足球俱乐部因为球员斗殴事件，被香港足总处以严厉惩罚。最后取得港甲第6名。
2005年，东莞南城首次参加了中乙联赛，并以预赛南区第一的成绩进入决赛圈，只可惜在决定冲甲的半决赛中加时赛以2-3负于南昌八一，只得第三名无缘晋级中甲，此后退出了乙级联赛，从职业足坛消失，但仍保持着青少年梯队的建设。
2011年，东莞南城在经过7年的筹备后，再次参加乙级联赛。在预赛中东莞队以南区第四名晋级决赛阶段第一轮就以客场进球爆冷淘汰北区预赛冠军抚顺新野，但于第二轮负于重庆队无缘再晋级，及后又于季军赛不敌福建骏豪只得第四名。
2012年，东莞南城把部分主场比赛迁到梅州进行並在赛季完结后正式迁到梅州。球队的班底还是以原东莞南城队的球员为主，增加一部分客家球员，同时俱乐部会和广州恒大合作，引进部分广州恒大队的预备队队员增加球队实力。

### 梅州时期
2013年，球队以梅县客家超柏力斯足球队的名义参加中国足球乙级联赛。
2015年，梅县客家曾计划迀到海南，其后一家深圳公司整体收购梅县客家足球俱乐部，完成收购后又回到梅县将依旧使用梅县客家作为俱乐部名称。
2016年12月30日，俱乐部在梅县区南口镇葵岗训练基地举行新闻发布会，宣布俱乐部正式更名为“梅县铁汉足球俱乐部”，俱乐部新队徽也一并发布。
2017年10月28日，球隊正式取得升上2018年中甲聯賽的資格，全隊瓜分二千萬人民幣獎金。
根据中国国家工商信息公示系统显示，梅县铁汉已于2019年1月2日更名为中性色彩的“广东华南虎足球俱乐部”。
2020年2月3日，由于球队母公司铁汉生态集团经营遭遇困难，广东华南虎俱乐部宣告解散。

## 队徽历史

梅县客家队徽 （2013-2016）
梅县铁汉队徽 （2017-2018）